# 埼玉県道187号越生停車場線

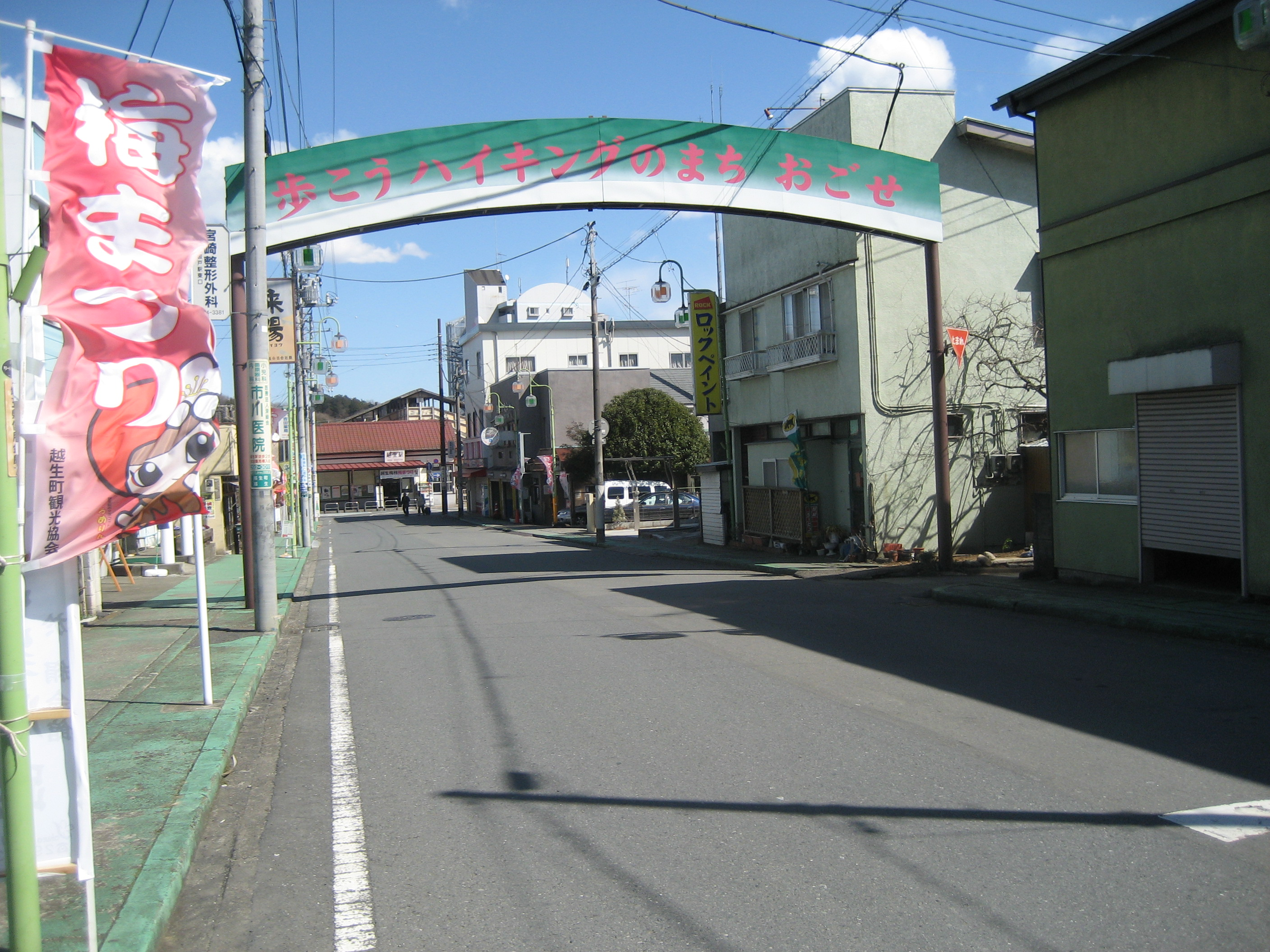
越生駅方向

埼玉県道187号越生停車場線（さいたまけんどう187ごう おごせていしゃじょうせん）は、埼玉県入間郡越生町内に設定されている超短距離の県道である。県道標識は設置されていない。

## 路線概要
- 起点：越生停車場
- 終点：埼玉県道30号飯能寄居線交点
- 総距離：92m

## 通過する自治体
- 埼玉県
  - 入間郡越生町

## 接続する道路
- 埼玉県道30号飯能寄居線「越生駅交差点」

## 沿線
- 東武鉄道・JR東日本 越生駅
- 埼玉縣信用金庫越生支店